# Regência de Angra

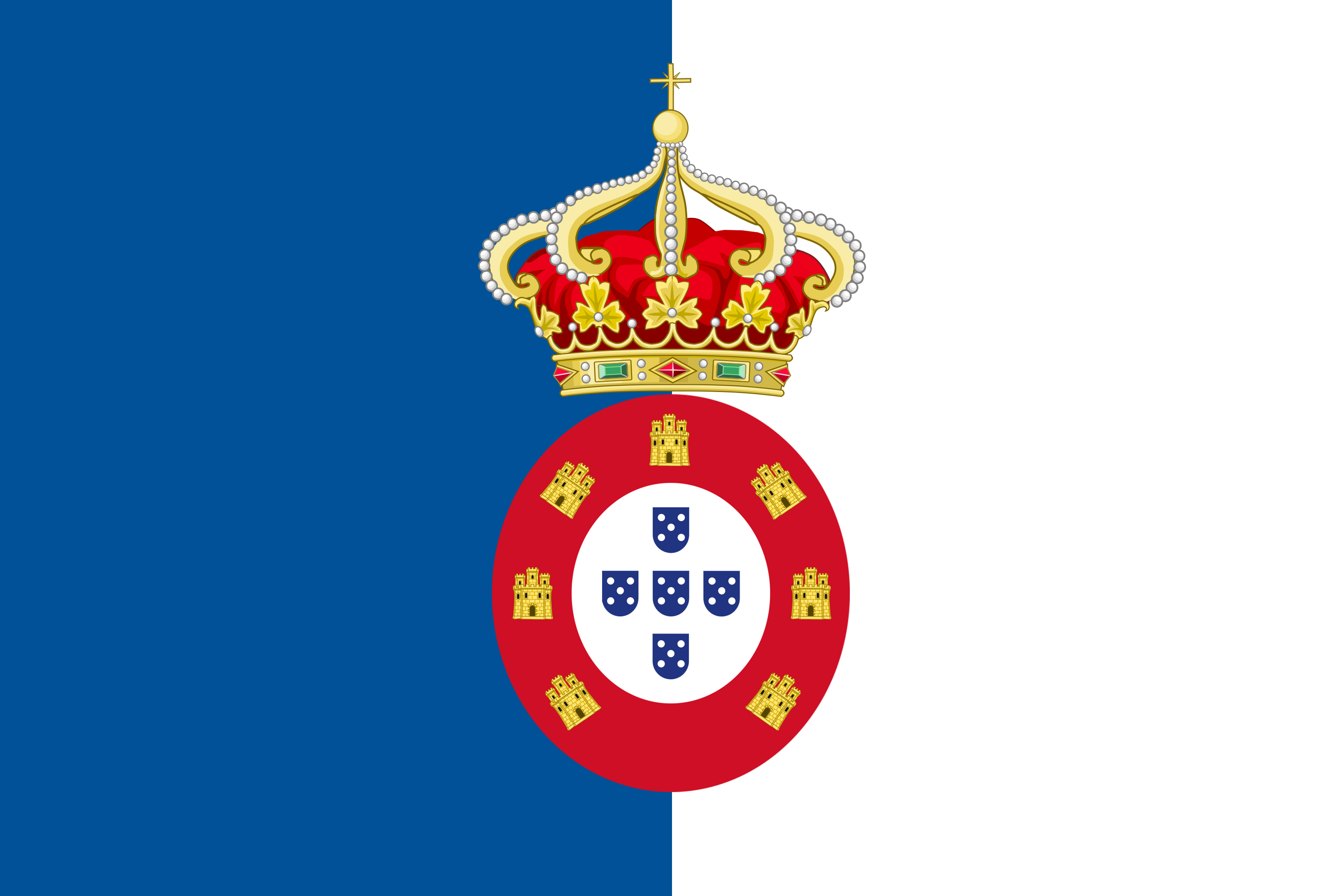
Bandeira da Regência da Terceira - Bandeira Nacional

A Regência de Angra, também referida como Regência da Terceira, é um período na história dos Açores em que exerceu funções o conselho de regência instituído por Decreto de 15 de junho de 1829, assinado por D. Pedro de Bragança em nome de sua filha D. Maria II de Portugal.
Este conselho instalou-se em Angra (hoje Angra do Heroísmo) na ilha Terceira, então a única cidade dos domínios portugueses sob controlo das forças liberais.
A Regência de Angra funcionou efetivamente a partir de 15 de março de 1830, conduzindo os destinos da facção liberal da Guerra Civil Portuguesa até à chegada de D. Pedro à ilha, a 3 de março de 1832. Durante a sua vigência emitiu várias proclamações e 65 decretos.